# Британски унионизам
Британски унионизам, познат и као Великобритански унионизам, је британска политичка идеологија и облик грађанског национализма који заговара очување садашњих граница Уједињеног Краљевства Велике Британије и Северне Ирске (у неким случајевима са укључивање у Уједињено Краљевство и Републику Ирску). Историјски гледано, покрет је имао много противника у Ирској, а након формирања независне Ирске, остао је само у Северној Ирској, која је од 1969. до 1998. године доживела низ оружаних сукоба између униониста (укључујући лојалисте Улстера) и ирских националиста (укључујући републиканце). Ова серија крвавих сукоба назива се конфликтом у Северној Ирској, а у британској историографији она је постала позната као „Траблс” (проблеми).
Од краја 20. века, број противника против униониста расте у Шкотској и Велсу. Шкотска национална партија, након што је победила на парламентарним изборима 2011. године, својим је деловањем довела до тога да је референдум о независности Шкотске одржан у јесен 2014. године, у којем се 55,3% гласача и изјаснило против независности земље.

## Настанак Уједињеног краљевства
Краљевина Велика Британија настала је 1. маја 1707. након закључивања Закона о Унији, усвојеног у енглеском и шкотском парламенту истовремено, што је довело до формирања политичке уније између Енглеске (која је укључивала и Велс) и Шкотске. Закону је претходио Уговор о јединству, потписан 22. јула 1706. године. Закон о Унији је формирао јединствени британски парламент у Вестминстеру, јединствену царину и монетарну унију, али је остао правосудни систем Енглеске и Шкотске. Године 1801, након потписивања још једног акта о уједињењу Велике Британије и Ирске, Краљевина Ирска је постала део британске државе. Тако је формирано Уједињено Краљевство Велике Британије и Ирске, на истој основи на којој су се Енглеска и Шкотска ујединиле стотину година раније.
Многи Ирци нису прихватили унију, јер су Британци - припадници Англиканске цркве - почели прогонити и угњетавати Ирце, који су били верници Римокатоличке цркве, на сваки могући начин. Крајем 19. и почетком 20. века кроз Ирску је прошао низ анти-британских устанака с циљем разбијања уније и формирања уједињене Ирске. На крају Првог светског рата, Ирци су ипак успели да остваре свој циљ и одбаце енглески јарам, али део округа је остао лојалан британској влади. Избијање англо-ирског рата завршило је потписивањем англо-ирског споразума 1922. године, према коме је 26 округа уједињено у Ирској слободној држави (сада Република Ирска), а 6 жупанија је остало у Великој Британији и постало је познато као Северна Ирска. Тренутно, званично име уједињене земље је Уједињено Краљевство Велике Британије и Северне Ирске, усвојено 1927. године.
Све три државе, чак и пре формирања Велике Британије, биле су у међусобној заједници. Када је Џејмс I Стјуарт, краљ Шкотске, наследио енглески трон од Елизабете I, круне Енглеске, Ирске и Шкотске биле су уједињене. Уједињење круна Енглеске и Ирске догодило се након што је 1542. године потписан Закон о крунској Ирској. Од XII века, краљ Енглеске био је господар дворца Ирске, али је сам двор био подређен првенствено Папи. Закон из 1542. године увео је термин „краљ Ирске” и допустио краљу Хенрију VIII да се коначно ослободи утицаја папе.

## Подршка Унији
Највећу подршку јединству Велике Британије пружају становници Енглеске и најнижа подршка овој идеји је у Ирској; Постоји и значајан број људи који живе у Велсу и Шкотској који су за сецесију од Велике Британије. Међутим, анкете указују на супротно: од сецесије Ирске, становници сва четири дела Велике Британије углавном подржавају наставак постојања Уједињеног Краљевства. На ове податке не може утицати ни раст присталица независности у Шкотској, ни број оних који су незадовољни у Велсу, али истовремено постоје и локалне националистичке партије које на овај или онај начин подржавају деволуцију у земљи и формирање регионалних влада. Врхунац децентрализације дошао је крајем деведесетих година, када су се прве националистичке партије Шкотске, Северне Ирске и Велса појавиле на парламентарним изборима у Великој Британији и почеле су се борити за места у Доњем дому против присталица уније.
Године 2014. одржан је референдум о независности Шкотске, на којем су се сукобили присталице очувања Шкотске у Великој Британији и присталице независне Шкотске. Резултати референдума су били у корист присталице очувања јединства земље: 55,3% гласало је против независности. Сам референдум изазвао је велики јавни протест: стотине познатих политичара, бизнисмена и познатих личности из културе и спорта потписало је отворена писма позивајући на очување јединствене земље и не подржавајући шкотску независност те у неким британским градовима (укључујући Лондон) Трафалгар Сквер одржао је скупове у прилог очувања Закона о Унији.
Велика Британија је имала највеће потешкоће у Северној Ирској: 1919. године формирана је Ирска републиканска армија, која је поставила за свој циљ насилно враћање Северне Ирске у Ирску слободну државу и тражила потпуно повлачење британских војника с острва Ирске. 1922. године, након потписивања уговора, војска је отишла у илегалу, безуспешно покушавајући присилити ирску владу на нови рат са Британцима у међуратним годинама и чак успоставити контакте са Трећим рајхом и Абвером. 1969. немири у Богсидеу, у којима су учествовали католици и протестанти, постали су разлог обнове сукоба, који је постао познат као „Смоот”. Ирска републиканска војска је поново ступила у акцију, али су се током сукоба разне групе одвојиле од ње, од којих су се неке сложиле да преговарају, а неке су подржавале наставак оружане борбе до краја. Ситуација је била компликована чињеницом да су међу унионистима постојали прилично жестоки радикали који су веровали да ирски католици требају бити потпуно уништени као претња јединству нације. Напади, окршаји и сукоби и униониста и ирских националиста са британским јединицама нису се смањили. Године 1998. потписан је Белфастов споразум, који је коначно успео да прошири грађанска права католичких Ираца и подигне проценат присталица јединства земље. Британци су 2007. повукли своје трупе из Северне Ирске, службено су престали са режимом антитерористичких операција, али присталице повратка Северне Ирске у уједињену Републику Ирску настављају потрагу за начинима да постигну свој циљ до данас.